# Trubarjeva hiša literature
Trubarjeva hiša literature je druga literarna hiša v Sloveniji (prva je Literarna hiša Maribor, ki deluje od leta 2007), odprta pod okriljem projekta
Ljubljana - svetovna prestolnica knjige 2010, s sedežem na Stritarjevi ulici 7 v Ljubljani.
Hiša je kot poseben javni prostor v mestu Ljubljana, namenjen literaturi in knjigi, za
obiskovalce odprta od 2. septembra 2010. S projektom prve literarne hiše, katerega
nosilka je Mestna občina Ljubljana, Oddelek za kulturo, se je mesto Ljubljana pridružilo
številnim evropskim mestom - Münchnu, Dunaju, Hamburgu, Salzburgu, Kölnu,
Københavnu... -, v katerih že vrsto let delujejo podobne javne institucije. Hiša je ena od trajnih pridobitev projekta Ljubljana - svetovna prestolnica knjige 2010, ki ga je Unesco
podelil mestu Ljubljana za leto 2010 za obdobje enega leta (od 23. aprila 2010 do 23.
aprila 2011). Konec leta 2011 je Trubarjeva hiša literature prešla pod upravljanje Mestne knjižnice Ljubljana.

## Prostori
Hiša je bila leta 1524 zgrajena kot dvonadstropna renesančna stavba za tedanjega
ljubljanskega veletrgovca Wolfganga Boscha. V hiši je med letoma 1536 in 1540 nekaj
časa živel tudi Primož Trubar (1508 – 1586), avtor prve slovenske knjige. Trubarjeva
hiša literature predstavlja zaščito spominske dediščine Primoža Trubarja in obenem
odpiranje prostorov javnosti z zelo raznolikim kulturnim programom. Prostori Trubarjeve
hiše literature se nahajajo v prvem nadstropju najstarejše datirane hiše v Ljubljani na
Ribjem trgu 2, vhod v obnovljene prostore pa je iz Stritarjeve ulice 7. Prenovljeni prostori
Trubarjeve hiše literature merijo 175 kvadratnih metrov, na katerih se združujejo
muzejska soba, posvečena spominu Primoža Trubarja, osrednji prireditveni prostor z
manjšim razstavnim prostorom in dva manjša klubsko-čitalniška prostora. V muzejski
sobi Trubarjeve hiše literature je na ogled sodobna svetlobna instalacija italijanskega
umetnika Alessandra Lupija ter izbrani faksimili slovenskih prvotiskov Primoža Trubarja,
Adama Bohoriča, Jurija Dalmatina in Sebastijana Krelja. V klubskem delu hiše se nahaja
svetlobno-mehanska animacija slovenskega umetnika Žige Lebarja.

## Program
V Trubarjevi hiši literature pripravljajo dogodke za raznoliko ciljno občinstvo. Izbor prireditvenih tematik povezujejo s knjigo, literaturo in mestom, skozi ta tri idejna programska izhodišča pa raziskujejo široko polje vsebinsko sorodnih področij.